# Ургамал
Ургамал (монг. Ургамал) — сомон аймака Завхан в западной части Монголии. Численность населения по данным 2010 года составила 1 119 человек.
Центр сомона — посёлок Хунгий, расположенный в 236 километрах от административного центра аймака — города Улиастай и в 1220 километрах от столицы страны — Улан-Батора.

## География
Сомон расположен в западной части Монголии. Граничит с соседними сомонами Дурвелжин, Завханмандал и Сантмаргац, а также с соседним аймаком Увс. На территории Ургамала располагаются горы Аргалын хар, Хутул ус, Хутаг уул, протекают реки Хунгий, Хулж, Харгана.
Из полезных ископаемых в сомоне встречаются медная руда, химическое и строительное сырьё.

## Климат
Климат резко континентальный. Средняя температура января -22-24 градусов, июля +20-22 градусов. Ежегодная норма осадков составляет 50-100 мм.

## Фауна
Животный мир Ургамала представлен архарами, дикими козами, волками, лисами, зайцами.

## Инфраструктура
В сомоне есть школа, больница.